# المفضل الروسي الحسني
الفقيه سيدي المفضل الروسي الحسني من مشايخة التصوف بالمغرب وهو من أعلام الطريقة الشاذلية.

## نسبه
هوالمفضل بن محمد بن الفقيه سيدي الهاشمي بن محمد القايد (كان قائدا حربيا في عهد مولاي إسماعيل) بن القائد الوزير عبد الله الروسي بن الوزير الحاج حمدون بن أحمد بن محمد أبي زيان بن محمد بن أبي سعيد عثمان بن أبي تاشفين عبد الرحمان بن موسى الأول بن عثمان بن يغمراسن بن زيان بن ثابت بن محمد بن زيدان بن يندوكس بن طاع الله بن علي بن يمل بن يرجز بن القاسم بن محمد بن عبد الله بن إدريس الثاني بن إدريس الأول بن عبد اله الكامل بن الحسن المثنى بن الحسن بن علي ابن أبي طالب وفاطمة الزهراء بنت الرسول محمد بن عبد الله (صلى الله عليه واله).

## الحياة العلمية
نشأ المفضل الروسي الحسني في قبيلة جبل الحبيب شمال المغرب, درس في القرويين وبدأت حياة التصوف عند انضمامه لحلقات الذكر بضريح المولى إدريس الأول. وكان من مشايخه الشريف مولاي عبد الله الوزاني. في تفسير القرآن درس سيدي المفضل الروسي الحسني كتاب البحر المديد في تفسير القرآن لسيدي أحمد بن محمد بن عجيبة كما أنه تتلمذ على يد العلامة الأديب سيدى محمد الحراق.

## الحياة الجهادية
لقد كان الشيخ ولي الله سيدي المفضل من أبرز المقاومين في عصره كما ورد من عدة رسائل. منه ومنها:
ومن الرسائل التي حصلنا عليها تشهد بقيامه جانب المجاهدين ومساعدتهم عند دخول الأجانب كانوا إسبانا أو فرنسيين ندرج رسالتين، الأولى من عند المجاهد محمد الأمين بخاث يخبره باستعمار العرائش وطنجة وأصيلة ويطلب منه الإعانة والسرية خوفا من كلاب الوقت حيث ورد فيها: [ فالإنهاء منا إلى كريم علمكم أنه وافانا بعض الخبر على أمر النصارى دمرهم الله بأنهم وافوا المدائن التي هي بثغور طنجة وأصيلة والعرائش ]. إلى أن قال: [ وعليه فنحبكم أحبكم الله ورسوله أن تطالع علمنا بما لديكم كتابة والكتمان لابد منه منا ومنكم خشية من الوشاة الذين هم كلاب الوقت ذووا الغضب والمقت فلا كثر الله أمثالهم آمين ]. وعن طلب المساعدة قال: [ ثم نحبك بارك الله فيك أن تحيي سنتك معنا في أمر المداد فإن المحابر قد جفت والقراطس إليها قد اضطرت فعجل لنا بها ياذا الإحسان]. أما الرسالة الثانية فكانت من عند المجاهد الهاشمي بن العربي الفلالي الفاسي يخبره باستعداد المجاهدين المسلمين لصد الجيش الفرنسي قرب تافلالت بوادي «كر» في موضع المسمى «بالباردة» وهذا نص الرسالتين:
رسالة السيد محمد الأمين بخاث.

الحمد لله وحده وصلى الله على ومولانا محمد وآله وصحبه.
ودنا الأرضى وفا مولانا الأحظى شيخ وقته وفريد عصره الذاكر الله عز وجل الأبر المكرم الشريف البركة سيدي الحاج المفضل الروسي سلام على سيادتكم الكريمة ونشر رتبتك المستقسمة بوجود مولانا رسول الله. الملجئ إلى الله في عرصات القيامة وبعد: فالإنهاء منا إلى كريم علمكم أنه وافانا بعض الخبر على أمر النصارى دمرهم الله بأنهم وافوا المدائن التي هي بثغور طنجة وأصيلة والعرائش بقصد الحكومة مع حكام المسلمين ودخولهم في ذلك بأمر نصره الله وها لنا أيها الأخ في الله ما طرق سمعنا حتى أذهب ذلك نومنا وشوش بالنا شفقة على الدين وذهابه وإقبال الكفر وإيابه فالله يخيب قصدهم ويبدد أمرهم ويفرق جمعهم آمين آمين آمين. وإنه وافاكم بعض الخبر من ولدكم الأرضى وصح ذلك لديكم وعليه فنحبكم أحبكم الله ورسوله أن تطالع علمنا بما لديكم كتابة والكتمان لابد منه منا ومنكم خشية من الوشاة الذين هم كلاب الوقت ذووا الغضب والمقت فلا كثر الله أمثالهم آمين. ثم نحبك بارك الله فيك أن تحيي سنتك معنا في أمر المداد فإن المحابر قد جفت والقراطس إليها قد اضطرت فعجل لنا بها ياذا الإحسان والبيان وإلى الله سبحانه المنتهى وجعلنا وإياكم من ذوي الفضل والنهى آمين. وهذا ما به الإعلام وعلى محبة الله سبحانه والسلام. في 24 شوال عام 1324هـ.
محبكم في الله ومحبكم محمد الأمين بخاث. طالب منكم صالح الدعاء.
 رسالة السيد الهاشمي بن العربي الفلالي الفاسي.
الحمد لله وحده وصلى الله على محمد وآله وصحبه وسلم.
المقام الذي لا زالت المكرمات تحط بأبوابه والشيخ الذي تتوسل المثوبات للمتقرب بأعتابه مربي النفوس وموصلها إلى حظرة الملك القدوس من لا يزال مقرونا باليمن والبركة مكلوءا بعين الله في السكون والحركة، أبا المواهب سيدي المفضل، سلام عليكم أهل البيت إنه حميد مجيد وبعد: فليكن في كريم علم أعلمك الله خيرا بأن النصارى دمر الله جيوشهم قد خرجوا بإزاء تافلالت وبقي بينها وبينهم دمرهم الله نحو ثلاثة أيام، وقد سمعنا أنه نزل بوادي «كر» في الموضع المسمى «بالباردة» وقد استعدوا لهم المسلمون من كل فج من الناحية المذكورة وأرادوا النهوض لهم إنشاء الله في خمسة عشر يوما من هذا الشهر المبارك وغرضنا من هذا كله أن تعلم ما هو كائن وأن تمد الأكف إلى الله أن يهزمهم وأن يجعلهم غنيمة المسلمين بجاه مولانا رسول الله (ص) ويطلب صالح دعائكم العبد الفاني من كثرة ذنوبه، كثرة لا تحصى، الهاشمي بن العربي الفلالي الفاسي وعن إذن ولدك الأرضى الملتمس منك صالح الدعاوي المرتضى سيدي المفضل لطف الله بالجميع بمنه آمين وعلى محض محبتكم والسلام. في 9 من المحرم فاتح 1319هـ.

## علاقته بمشايخ عصره
لقد كان الشيخ سيدي المفضل الروسي الحسني من أبرز شيوخ عصره بحيث أخد عنه علماء وشيوخا أجلاء نذكر منهم حسب الوثائق الموجودة: الشيخ المربي سيدي عبد الكبير بن محمد الكتاني والعالم سيدي محمد بن التهامي كنون.انظر كتاب لمحات تاريخية من الذاكرة الجماعية. تداركت الأيام وهو يجاهد في التقوى والاستقامة، في الصدق والطمأنينة، في الذكر والرجاء، في الشكر والزهد، في التوكل والمراقبة، في المحبة والشوق والاشتياق، في العبودية واليقين، فنصره الله وأيده بكلمة الجلالة، فانتشر صيته والحمد لله على ذلك بعد أن أصبح جل رجال ونساء مسقط رأسه من مريديه وغيرهم مجتمعين في زاويته على ذكر الله وتلاوة القرآن والتدريس والتحصيل. فذيع فضل الله عليه في جميع القبائل والزوايا والمدن من القصر الكبير إلى الرباط ومن فاس إلى مكناسة ومن الغرب إلى الهبط.وخير ما قيل فيه وما دلت عليه رسالة موجهة إليه من طرف الولي الصالح الذاكر الأنجح الدين الورع المحب لله تعالى والمتشوق إلى رجال الله وأوليائه خادم أهل الله سيدي عبد الكبير بن محمد الكتاني (35) والد العلامة الإمام الفقيه الزاهد الورع الشيخ سيدي محمد الكتاني رحمهما الله وأدخلهما فسيح جنانه مع أصحاب رسول الله بفضله ويمنه وهذا نص الرسالة: بسم الله الرحمن الرحيم اللهم صل على محمد وعلى آله كما لانهاية لكماله وعد كماله.إلى عوض والدي الشريف الأجل المحب لله عز وجل العارف بالله الدال عليه بأحواله وأقواله وأفعاله البادل في الله نفسه وحاله وروحه سيدي الحاج المفضل الإدريسي الحسني سلام الله عليك وتحياته وبركاته لديك أما بعد فالمؤكد على أن لا ينسى هذا الطفيلي عليكم من صالح أدعيتكهم ولا يهمل هذا العبد الضعيف من عظمة نظرتكم وأن لايترك هذا الكليب من شريف على محبتكم بأنا محسوبون عليكم ومنسوبون عليكم فلا تسلمونا ولاتهملونا:
فكرام العرب تحمي كرما مستجيرا جاء مطيعا أو مسيء
فنحن كلاب الدار طبعا ولم نزل نحب مواليها ونحرس بابها
نسبت لكم إذ كنتم أهل عناية فإن كرام العرب تحمي كلابها
إذا طردت يوما كلاب قبيلة فقوم يا كرام لاتهن كلابها
وقد ثبت أن أحد أصحاب الشيخ سيدي أبي زيد البسطامي كان يقول لأصحاب الشيخ رضي الله (كلمة غير واضحة في الرسالة) أصحاب الشيخ فكانوا ينكرونه فكان يقول لهم إذا أنا مت فاجلسوا على قبري حتى تنظروا صحة قولي فلما توفي جلس بعض أصحاب الشيخ من أهل الكشف على شفير قبره، فلما جاءه ملكا السؤال قال لهم (كلمة غير واضحة في الرسالة) من أصحاب الشيخ وأصحاب الشيخ لا يسألون في قبورهم فأنكروه أيضا فقال لهم اذهبوا (كلمة غير واضحة في الرسالة) إليه فذهبوا إليه فأنكره الشيخ أيضا فقال له ذلك الفقير ما أكثر ما تنسى ياسيدي الشيخ، ألست خرجت يوما من الزاوية فأردت أن تجعل النعل في رجليك فحال ثوب بين رجليك ونعليك فأخدت الثوب بيدي حتى جعلت رجليك في نعليك فقال له الشيخ نعم فخلينا سبيله ونجى بفضل الله.
ونحن على العهد نرعى الدمم وعهد المحبين لا ينقضي
هذا وقد وصلتنا رسالتك الشريفة المباركة أولا وثانيا فحمدنا الله على ما تأهلنا لمكاتبة أمثالكم لنا ونصيحة سيادتكم لنا فجزاكم الله عنا خيرا وهذا الظن بكم، الناجي منا يأخد بيد أخيه.
وإذا ما ظللت عنهم هدوني هكذا هكذا تكون الموالي
وبالفضل من نب عنا في السلام على العارف الأكبر أبي الحسن سيدي علي الروسي نفعنا الله وعلى جميع ساداتنا وموالينا الفقراء. واطلب لنا من الجميع صالح الأدعية خصوصا ولي الله سيدي محمد البقالي نفعنا الله به. كما يسلم عليكم من جانبنا ولدنا الأبر سيدي محمد وسائر الإخوان، والكل يقبل أيديكم وأرجلكم ويطلب منكم صالح الأدعية ونحن على عهد الله ومحبته إلى لقائه والسلام. محب أهل الله عبد الكبير بن محمد الكتاني كان الله له آمين. يتضح من هذه الرسالة أن الولي الصالح الشيخ سيدي عبد الكبير بن سيدي محمد الكتاني كان شديد المحبة للقطب سيدي الحاج المفضل. حيث أقامه مقام والده عند افتتاح الرسالة بقوله: إلى والدي الشريف الأجل. وأظهر ولايته حين قال: المحب لله عز وجل العارف بالله الدال عليه بأحواله وأقواله وأفعاله البادل في الله نفسه وحاله وروحه سيدي الحاج المفضل الإدريسي الحسني. سنجد نفس الشعور - في رسائل أخرى فيما بعد- قد صرح له بها علماء كبار، وفقهاء أجلاء، وأولياء وشيوخ من بينهم العلامة الهمام سيدي محمد بن التهامي كنون صاحب شرح أقرب المسالك على موطأ الإمام مالك والعلامة شيخ الجماعة سيدي فتح الله بن الشيخ أبي بكر البناني صاحب رفد القاري وإتحاف أهل العناية الربانية والتحفة في السبحة وغيرهم من العلماء الذين خدموا الدين ورفعوا راية الإسلام وهللوا بعظمة الواحد الأحد.
ومما يمكن أن نستخرج من هذه الرسالة، والله أعلم، أيضا أن الشيخ سيدي عبد الكبير الكتاني قد أخد النسبة على الشيخ سيدي الحاج المفضل، وذلك تبين حين قال: بأنا محسوبون عليكم ومنسوبون عليكم فلا تسلمونا ولا تهملونا. وزود هذا بأبيات شعرية مطلعها:
فكرام العرب تحمي كرما مستجيرا جاء مطيعا أومسيئ.
وأراد أن يعزز نسبته إليه فحكى قصة الفقير والملكين ناكرا ومنكرا مع الشيخ أبي زيد البسطامي وعزز أيضا هذه النسبة حين قال:
ونحن على العهد نرعى الدمم وعهد المحبين لا ينقضي
ويختم إصراره على هذا فيقول:
إذا ما ظللت عنهم هدوني هكذا هكذا تكون الموالي
وأشير أيضا أن ولد سيدي عبد الكبير العلامة أبو الفيض سيدي محمد بن عبد الكبير هو الآخر كان يعرف الجد حق المعرفة كما ورد في الرسالة وربما هو أيضا أخذ النسبة عن الجد أو عن والده سيدي عبد الكبير، وبهذا يكون سنده غير منقطع عن سند العارفين بالله. فإذا كان الأمر كذلك، فنكون بهذا قد أزحنا إشكالية التي طرحها الأستاذ السيد التهامي الوزاني في كتابه الزاوية، مع أنه ورضي عنه كان له باع واسع في معرفة أهل الله (ص: 52). حيث قال: [ فإذا بإبن البشير يعرض ما يستشكله في هذه النقطة بكل هدوء كأنما يتحدث عن شيء عادي قد درسه دراسة طويلة فقال: إن مما يشكل على قول سيدي إدريس الحراق في الشيخ الكتاني فإنه مصر على أن الكتاني رغم علمه وولايته لم يكن شيخا من شيوخ التربية لأن سنده في طريق القوم، سند منقطع]. إلا أن حفيد الشيخ سيدي محمد بن عبد الكبير الكتاني الأستاذ الدكتور سيدي بدر الدين بن سيدي عبد الرحمن الكتاني عالج في تقريره لهذا الكتاب موضوع السند بتصريح نصه: [ كما عرفت المزيد من نشاط الطريقة الدرقاوية، وقد لاحظت التعرض لجدي الأعلى الشيخ العارف بالله سيدي عبد الكبير الكتاني الذي سمعت من والدي العلامة سيدي عبد الرحمن الكتاني أنه كان في الأول درقاويا، وهذا ما تأكد لي بمطالعة هذا الكتاب، إلا أنني سمعت من والدي أيضا أنه أخد الطريقة الكتانية عن إبنه أبي الفيض جدي الشيخ سيدي محمد الكتاني الشهيد الذي أخد الإذن بتأسيس الطريقة الكتانية مباشرة عن النبي صلى الله عليه وسلم مباشرة ويقظة. كما أن إدعاء من إدعى أنه لا سند له يعبر عن عدم علمه بالموضوع الذي يكتب فيه سواء صدر ذلك عن صاحب كتاب الزاوية أو نقلا عن غيره، ولم يأخذ الدرقاوية عن جده بل العكس هو الصحيح نظرا لحداثة سنه].
فعلى كل حال كل زمان له رجاله، فجزاهم الله عنا خيرا لحفاظهم على السنة النبوية وتعاليم ديننا الحنيف وعلى إعلائهم كلمة الشهادة وإدخالهم في رحابها إنه على كل شيء قدير وبالمؤمنين رؤوف رحيم.

بينما كان سيدي عبد الله يرعى شؤون الزاوية بالقصر الكبير وفقراءها وزوارها من كل ناحية كان والده الشيخ سيدي الحاج المفضل في الزوة يستقبل الوفود للتبرك به والاجتماع إليه ولنصائحه وأذكاره وليأخدوا وردهم منه. فكان يرشدهم إلى ولده بالقصر ويردد: من أراد أن يستسقي من طريقتنا الشاذلية فعليه بنجلي البار سيدي عبد الله. فكانت أغلبية الناس المتوجهين إلى قطب مولاي عبد السلام بن مشيش يحلون بالقصرالكبير ويزورون الزاوية تبركا بهاذين الشيخين. وهذه نص رسالة شيخ الطريقة حفيد العالم سيدي محمد الحراق ما تخبرنا وتدل على ما ذكرناه وعلى الصداقة والعلاقة الأخوية التي تجمع بين الشيخين وبين الشيخ سيدي الحاج المفضل والمقدم الكريم الحليم العطوف المبجل سيدي محمد ابن الحسن (انظر الأصل في الملحق ب، انظر كتاب لمحات تاريخية من الذاكرة الجماعية):
رسالة الشيخ سيدي محمد بن الحسين الحراق شيخ الزاوية الحراقية بتطوان.
الحمد لله وحده وصلى الله على محمد وآله.
أدام الله سعادة أحبنا في الله، الأجل، الحبر الدين الأفضل البركة، سيدي الحاج المفضل الروسي الحسني، أمدنا الله وإياك بتوفيقه وجعلنا جميعا من أهل حزبه وطائفته وسلام عليكم ورحمة الله وبعد: فليكن في كريم علمكم أن حامليه القادمين عليكم أولاد السيد عمر بن......الفاسي.......الآن بمرسى العرائش أراد زيارة أهل الله وشيخ مشايخ القطب الواضح مولاي عبد السلام وزيارة تطوان وطلب منا الأمين أن يكون نزولهم عندكم بالزاوية ثلاثة من أهل نسبة الله ومحبته فنحبك أحبك الله أن تنزلهم فيها في هذه الليلة وعند الصباح مسافرين لوزان كما...... بارك الله فيك وجزاك الله عني خيرا مسلمين على أولادكم وأهلكم وجميع الإخوان. وسيدي محمد بن الحسن نحبك ترفقه لتطوان وعلى المحبة والسلام.في 22 حجة الحرام 1313هـ. أخوكم في الله محمد بن الحسين الحراق العلمي وفقه الله،)

## الحياة الإدارية
عين المفضل الروسي الحسني سنة 1874م (إبان حكم المولى سليمان) ناظرا ووصيا مفوضا على مسجد قرية الزوة ومكلفا بالأحباس وكذا مكلفا بالزاوية الوزانية.

## وفاته
بعد عمر ناهز المئة عام توفي الشيخ المفضل الروسي الحسني سنة 1910م. دفن في مقبرة الشرفاءالروسيين قرب سد 9 أبريل (سد الحاشف سابقا)بزوة بقرية جبل الحبيب، لقد خلف مريدين كثر في جميع أنحاء المغرب.

## توضيحات ومراجع
1. 1 2  انظر كتاب الاستقصا
2. ↑  د.الأمين الروسي الحسني, لمحات تاريخية من الذاكرة الجماعية, إيداع قانوني 99/935. مكناس. ص 17.
3. ↑  الحسني. د.الأمين الروسي الحسني, لمحات تاريخية من الذاكرة الجماعية, إيداع قانوني 99/935. مكناس. ص 65.66
4. ↑  د.الأمين الروسي الحسني, لمحات تاريخية من الذاكرة الجماعية, إيداع قانوني 99/935. مكناس هامش ص97.
5. ↑  د.الأمين الروسي الحسني, لمحات تاريخية من الذاكرة الجماعية, إيداع قانوني 99/935. مكناس .
6. ↑  د.الأمين الروسي الحسني, لمحات تاريخية من الذاكرة الجماعية, إيداع قانوني 99/935. مكناس. ص 68
7. ↑  د.الأمين الروسي الحسني, لمحات تاريخية من الذاكرة الجماعية, إيداع قانوني 99/935. مكناس هامش ص96

## وصلات خارجية
http://soufisme.tripod.com